# ماكارينا رودريغيز
ماكارينا رودريغيز (بالإسبانية: Macarena Rodríguez)‏ هي لاعب هوكي الحقل أرجنتينية، ولدت في 10 يونيو 1978 في مندوزا في الأرجنتين.

## وصلات خارجية
- ماكارينا رودريغيز على موقع أوليمبيديا (الإنجليزية)